# Podium eurycephalum
Podium eurycephalum là một loài côn trùng cánh màng trong họ Sphecidae, thuộc chi Podium. Loài này được Ohl miêu tả khoa học đầu tiên năm 1996.